# Skogsängen
För andra betydelser, se Skogsängen (olika betydelser).

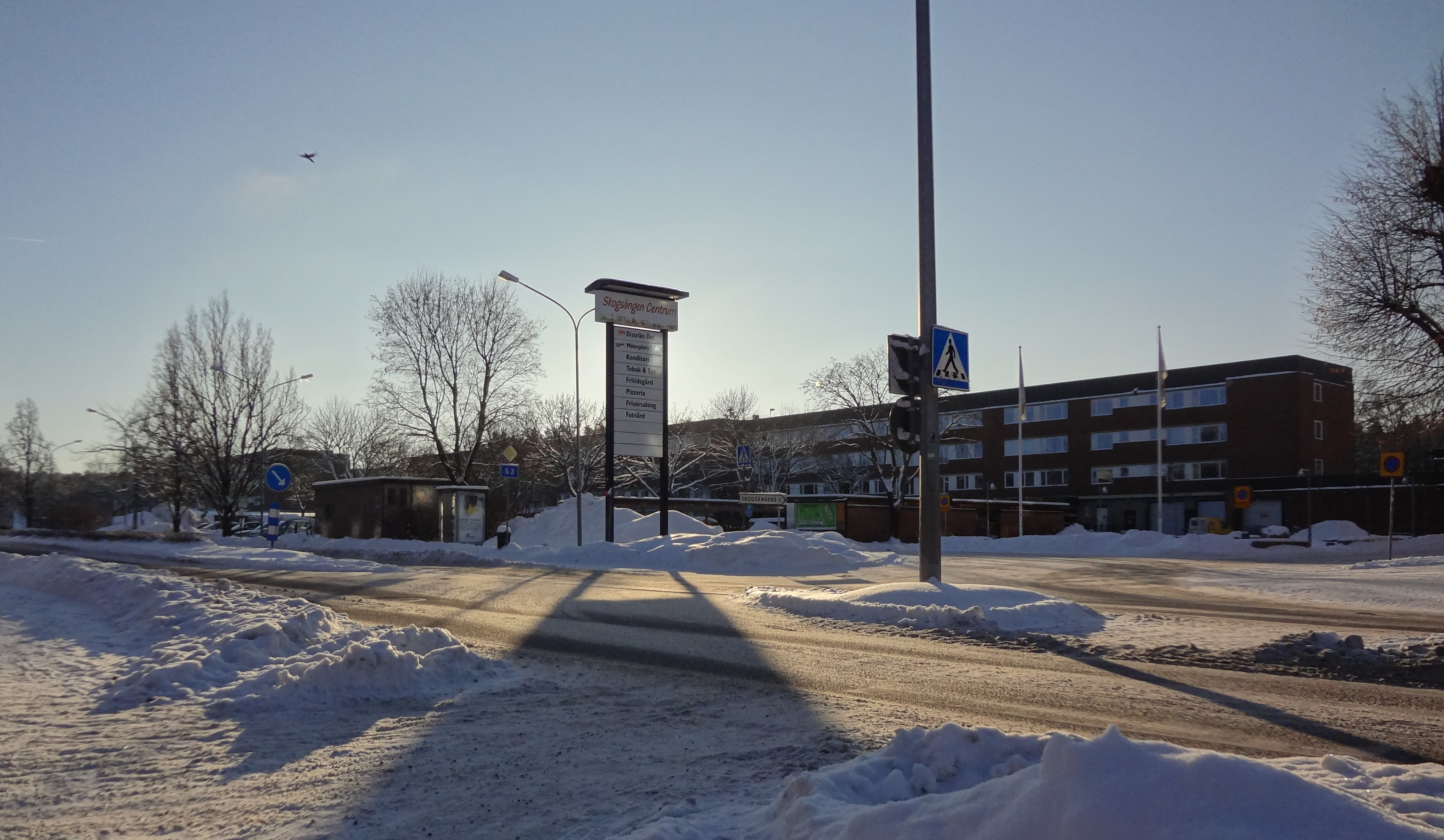
Skogsängens centrum.

Skogsängen är ett bostadsområde tillhörande staden Eskilstuna. I område finns en skola, Skogsängsskolan, samt ett centrum med pizzeria, närlivs och frisör. I närområdet finns också en livsmedelsbutik och Sankt Andreas kyrka.
Vilsta naturreservat med vandringsleder och friluftsområdet Vilsta med bland annat slalombacke ligger nära. 